# Увидеть русский бунт
«Увидеть русский бунт» — книга российского писателя Алексея Иванова, впервые опубликованная в 2012 году. Представляет собой, по задумке автора, исторический путеводитель в формате фотоальбома с комментариями, рассказывающий о восстании Емельяна Пугачёва.
Книга включает приблизительно 150 отдельных эссе, в каждом из которых содержатся рассказ о пугачёвщине в конкретном российском микропространстве, местные предания и оценка современного положения дел.
Рецензенты отмечают, что вопреки позиционированию книги автором она написана во вполне традиционном формате — как «нормальная книга для чтения». Иванов предлагает здесь оригинальную трактовку пугачёвского восстания как борьбу целого набора российских регионов против унифицирующей политики империи; при этом он не встаёт ни на чью сторону, отдавая должное готовности как повстанцев, так и лоялистов умирать за свои убеждения. К недостаткам книги относят её композицию, в основу которой лёг не хронологический, а географический принцип: в итоге пострадала связность изложения.